# Hans von Lehwaldt
Hans von Lehwald (né le 24 juin 1685 à Legitten (de), mort le 16 novembre 1768 à Königsberg), également connu sous le nom de Johann von Lehwald (de), est un feld-maréchal prussien qui participa aux guerres de Silésie de Frédéric II de Prusse.

## Biographie
Sa mère, Marie Esther von der Trenck (de), est issue d’une vieille famille noble prussienne. En 1699 il commence entre au service de l'armée en entrant dans le 18e bataillon "Weiße Grenadier-Garde". Il participe à la guerre de Succession d'Espagne et reçoit son baptême du feu en septembre 1702 au siège de Venlo (1702). Au printemps 1704, son bataillon combat à la bataille de Blenheim. Le 16 septembre, Hans est promu aspirant. Du 29 septembre au 6 octobre il participe au siège de Haguenau.
En 1742, après la première guerre de Silésie, Frédéric II de Prusse lui attribue la médaille Pour le Mérite et de l'Ordre de l'Aigle noir, le 4 février 1744. Le 14 février 1745, pendant la seconde guerre de Silésie, Hans défait les forces autrichiennes de George Olivier de Wallis près de Habelschwerdt.
Il est promu generalfeldmarschall le 22 janvier 1751 et Frédéric le Grand lui décerne ainsi qu'à Wilhelm von Buddenbrock et Friedrich von Dossow un portrait de lui couvert de diamants et monté sur un ruban bleu. En 1756, la tension politique monte en province de Prusse-Orientale, Hans y est envoyé avec une centaine d'officiers avec ordre d'agir comme il l'entend.
Au déclenchement de la guerre de Sept Ans (1756-1763) Hans est chargé de la défense de l'Est du pays contre l'Empire de Russie. Avec une armée supérieure en nombre, le feld-maréchal Apraksine tente d'encercler les Prussiens, mais Lehwaldt parvient à l'éviter. Aparaksine marche alors sur Königsberg. Les 30 000 hommes de Lehwaldt interceptent une armée russe de 80 000 hommes à la bataille de Gross-Jägersdorf. Le combat est inégal. Lehwaldt se retire, mais les Russes n'exploitent pas la victoire. Une rumeur annonçant la mort imminente de l'impératrice Élisabeth, achève de décider le général russe à se retirer.
En raison de son mauvais état de santé, Lehwaldt est transféré à Berlin où il est nommé gouverneur de la ville en 1759. En octobre 1760, lui-même et Seydlitz, tous deux invalides, ne sont pas en mesure de défendre Berlin et Potsdam ni de résister au pillage par 15 000 Autrichiens, 18 000 Russes et 5 600 Cosaques. Hans Lehwaldt décède à Königsberg en 1768.

## Famille
Sa première épouse est Elisabeth Charlotte von Seydel, veuve von Runkel (de). Après sa mort, il se marie le 27 mars 1749 au château de Königsberg avec Sophie von Buddenbrock (de) (1699-1773) la veuve d'Erhard Ernst von Röder et fille du maréchal Wilhelm Dietrich von Buddenbrock. Les enfants suivants sont nés du premier mariage :
- Marie-Charlotte (1715–1774)
  - mariée avec Otto Günther von Hertzberg (mort en 1756), capitaine prussien
  - mariée avec Friedrich von Wegier (mort en 1766), capitaine prussien
- Johanna Juliane, mariée avec Hans Sigismund von Hagen (1702-1756)
- Henriette Wilhelmine, mariée avec Friedrich Wilhelm von Arnstedt, major prussien
- Albertine Luise, mariée avec Christoph Ernst Schach von Wittenau (né en 1701)[2], colonel prussien
- un fils (1729-1737)